# DualPenSports
Dual Pen Sports (タッチ！ダブルペンスポーツ?, Touch!DoublePenSports) è un gioco per Nintendo 3DS pubblicato da Namco Bandai sotto l'etichetta Bandai e sviluppato da indieszero. Gli sport presenti nel gioco sono Calcio, Baseball, Basket, Parapendio, Boxe, Tiro con l'arco e Sci.

## Modalità di gioco
Dual Pen Sports permette di personalizzare il personaggio a piacimento e regolare il suo aspetto.
C'è anche la modalità  “Esercizio” che aiuta i giocatori ad abituarsi al gioco simulando gli allenamenti.

### Multi-Touch 3DS
È il nuovo modo di gioco che viene chiamato Multi-touch, consiste nel tenere due stilo 3DS nello stesso tempo, e controllare ogni lato dello schermo con le due stilo.
Il gioco fornisce nella confezione due stilo 3DS per poter giocare senza comprare una seconda stilo.